# 察克都尔色楞
察克都尔色楞（19世纪？—1916年），清代蒙古王公，伊克昭盟鄂尔多斯右翼前旗人，曾任鄂尔多斯右翼前旗札萨克固山贝子。

## 生平
1884年，察克都尔色楞袭任鄂尔多斯右翼前旗札萨克固山贝子。
光绪二十八年（1902年），清廷派贻谷为綏遠城將軍兼垦务大臣，放垦乌兰察布盟、伊克昭盟土地。1904年，伊克昭盟盟长、杭锦旗札萨克阿尔宾巴雅尔因抗垦被撤职，改由乌审旗札萨克察克都尔色楞任盟长（从而兼任鄂尔多斯济农），沙克都尔扎布任副盟长。光绪三十年（1904年）九月七日慈禧太后七十寿辰，伊克昭盟正、副盟长向慈禧太后祝寿，带头报垦“祝报地”（又称“万寿地”）。1904年9月24日，光绪帝朱批：“察克都尔色楞赏加郡王，沙克都尔扎布赏加镇国公衔。”
1908年，因为阿尔宾巴雅尔复职，察克都尔色楞被免去盟長职务（即同时免去鄂尔多斯济农）。1915年，因引发独贵龙起义而被北洋政府免职。1916年，察克都尔色楞逝世。